# Eishockey-Weltmeisterschaft der Herren 2000
Die 64. Eishockey-Weltmeisterschaft im Jahr 2000 fand im russischen Sankt Petersburg statt. Die Mannschaft Tschechiens verteidigte erfolgreich ihren Titel und gewann damit ihre neunte Weltmeisterschaft. Überraschender Finalgegner war die Mannschaft der Slowakei. Ein wahres Desaster erlebte das Gastgeber-Team aus Russland, das mit seinem elften Platz die schlechteste Platzierung aller Zeiten erzielte.
Die B-, C- und D-Gruppe der WM fanden in Polen, der Volksrepublik China und Island statt. Es nahmen 42 Mannschaften an diesen Weltmeisterschaften teil, ein erneuter Teilnehmerrekord.

## Modus
Im Vergleich zum Vorjahr gab es erneut Veränderungen. Der Direktaufstieg zwischen A- und B-Gruppe wurde wieder eingeführt. In diesem Jahr stieg somit der Sieger der B-Gruppe direkt in die A-Gruppe auf, während der Sechzehnte der A-Gruppe direkt in die B-Gruppe abstieg. Sollte es sich bei dem Sechzehnten um den Fernostvertreter handeln, so musste der Fünfzehnte in die B-Gruppe absteigen. Damit fand ab dem kommenden Jahr eine Qualifikation im Vorfeld der WM nur noch zur Ermittlung des Fernostvertreters statt. Die neue Auf- und Abstiegsregelung hatte Konsequenzen für den Austragungsmodus der A-WM. Nach Abschluss der Vorrunde, die nach wie vor in vier Gruppen gespielt wurde, erreichten nicht die ersten beiden, sondern die ersten Drei jeder Gruppe die Zwischenrunde. Die Zwischenrunde selbst wurde nun in zwei Sechsergruppen ausgetragen, wobei die ersten Vier jeder Gruppe das Viertelfinale erreichten. Für die Fünft- und Sechstplatzierten war das Turnier beendet. Viertel-, Halbfinale und Finale wurden in einem einzigen Duell ausgetragen, der in den beiden Vorjahren gültige Modus „Best of Two“ entfiel. Für die Viertplatzierten der vier Vorrundengruppen war das Turnier nicht nach Abschluss der Vorrunde beendet wie die Jahre zuvor, sondern sie spielten eine Abstiegsrunde aus, wobei der Letztplatzierte in die B-Gruppe absteigen musste, sofern es sich nicht, wie bereits erwähnt, um den Fernostvertreter handelte.
Für das kommende Jahr wurde eine umfassende Reform der WM im Unterbau der A-WM geplant. B- und C-Gruppe sollte auf jeweils zwölf Teams aufgestockt werden. Dies hatte natürlich Auswirkungen auf den Auf- und Abstieg.
Die C-Gruppe spielte dieses Jahr wieder mit neun Mannschaften. Der Boykott gegen Jugoslawien war mittlerweile aufgehoben worden und die Mannschaft durfte daher ihren angestammten Platz in der C-Gruppe wieder einnehmen. Auch die D-Gruppe spielte wieder mit neun Teams.

## Qualifikation zur A-Weltmeisterschaft

### Qualifikation Fernost
Die Qualifikation Fernost wurde in Aomori, Japan, ausgetragen.
| 3. September 1999 18:30 Uhr | China | 4:2 (0:2, 2:0, 2:0) | Südkorea | Aomori Zuschauer: 550 |

| 4. September 1999 18:30 | Japan | 9:0 (3:0, 2:0, 4:0) | Südkorea | Aomori Zuschauer: 1.250 |

| 5. September 1999 17:30 Uhr | Japan | 5:0 (2:0, 2:0, 1:0) | China | Aomori Zuschauer: 1.550 |

| Pl. |          | Sp | S | U | N | Tore  | Punkte |
| 1.  | Japan    | 2  | 2 | 0 | 0 | 14:0  | 4:0    |
| 2.  | China    | 2  | 1 | 0 | 1 | 04:07 | 2:2    |
| 3.  | Südkorea | 2  | 0 | 0 | 2 | 02:13 | 0:4    |

### Qualifikation zur A-Weltmeisterschaft

#### Gruppe A (in Sheffield, Großbritannien)
| 11. November 1999 | Lettland | 6:3 (2:0, 2:2, 2:1) | Kasachstan | Sheffield |

| 11. November 1999 | Großbritannien | 2:2 (0:1, 1:0, 1:1) | Ukraine | Sheffield |

| 13. November 1999 | Ukraine | 3:2 (0:1, 2:1, 1:0) | Kasachstan | Sheffield |

| 13. November 1999 | Großbritannien | 0:0 (0:0, 0:0, 0:0) | Lettland | Sheffield |

| 14. November 1999 | Großbritannien | 1:1 (1:0, 0:0, 0:1) | Kasachstan | Sheffield |

| 14. November 1999 | Lettland | 0:0 (0:0, 0:0, 0:0) | Ukraine | Sheffield |

| Pl. |                | Sp | S | U | N | Tore  | Punkte |
| 1.  | Lettland       | 3  | 1 | 2 | 0 | 06:03 | 4:2    |
| 2   | Ukraine        | 3  | 1 | 2 | 0 | 05:04 | 4:2    |
| 3   | Großbritannien | 3  | 0 | 3 | 0 | 03:03 | 3:3    |
| 4   | Kasachstan     | 3  | 0 | 1 | 2 | 06:10 | 1:5    |

#### Gruppe B (in Amiens, Frankreich)
| 11. November 1999 16:30 Uhr | Italien | 3:5 (1:1, 2:2, 0:2) | Dänemark | Amiens Zuschauer: 783 |

| 11. November 1999 20:30 Uhr | Frankreich | 3:3 (0:0, 2:3, 1:0) | Norwegen | Amiens Zuschauer: 1227 |

| 13. November 1999 16:30 Uhr | Italien | 4:1 (0:0, 0:1, 4:0) | Norwegen | Amiens Zuschauer: 732 |

| 13. November 1999 20:30 Uhr | Frankreich | 6:3 (2:1, 4:0, 0:2) | Dänemark | Amiens Zuschauer: 2687 |

| 14. November 1999 16:30 Uhr | Norwegen | 3:1 (0:1, 0:0, 3:0) | Dänemark | Amiens Zuschauer: 814 |

| 14. November 1999 20:30 Uhr | Frankreich | 1:4 (1:2, 0:2, 0:0) | Italien | Amiens Zuschauer: 2387 |

| Pl. |            | Sp | S | U | N | Tore  | Punkte |
| 1.  | Italien    | 3  | 2 | 0 | 1 | 11:07 | 4:2    |
| 2   | Frankreich | 3  | 1 | 1 | 1 | 10:10 | 3:3    |
| 3   | Norwegen   | 3  | 1 | 1 | 1 | 07:08 | 3:3    |
| 4   | Dänemark   | 3  | 1 | 0 | 2 | 09:12 | 2:4    |

#### Spiel um den letzten A-Gruppenplatz
| 14. Dezember 1999 | Norwegen | 2:1 (1:0, 1:1, 0:0) | Großbritannien | Eindhoven |

### Auf- und Absteiger
| Verbleib in der A-Gruppe:   | Lettland, Italien, Frankreich, Ukraine, Norwegen, Japan |
| Absteiger aus der A-Gruppe: | kein Absteiger                                          |
| Aufsteiger in die A-Gruppe: | kein Aufsteiger                                         |
| Verbleib in der B-Gruppe:   | Dänemark, Kasachstan, Großbritannien                    |

## A-Weltmeisterschaft
Die 64. A-Weltmeisterschaft wurde vom 29. April bis 14. Mai 2000 in Sankt Petersburg ausgetragen. Für das Turnier qualifizierten sich insgesamt 16 Mannschaften, darunter Titelverteidiger Tschechien und Vizeweltmeister Finnland.

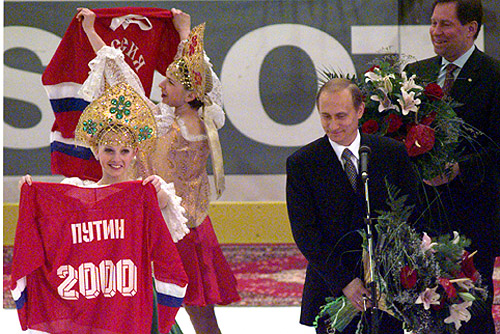
Wladimir Putin bei der Eröffnungszeremonie der A-Weltmeisterschaft

 Das Eröffnungsspiel nach der offiziellen Eröffnung der Welttitelkämpfe durch Wladimir Putin zwischen den USA und der Schweiz sahen 5.730 Zuschauer. Im Finale trafen die Tschechen auf den ehemaligen Bruderstaat Slowakei und besiegten diesen mit 5:3. Damit verteidigten sie erfolgreich ihren Titel und gewannen ihre neunte Weltmeisterschaft, wenn man die Erfolge der Tschechoslowakei mitzählt. Aufgrund der gezeigten Leistungen wurden mehrheitlich Teilnehmer des Finalspiels mit Spieler-Trophäen oder einer Wahl in das All-Star-Team geehrt. Als Wertvollster Spieler des Turniers wurde Martin Procházka ausgezeichnet.
Das Gastgeber-Team Russland trat mit insgesamt elf NHL-Spielern an, wirkte jedoch lustlos, spielte nie als Mannschaft und erzielte mit seinem elften Platz die schlechteste Platzierung aller Zeiten.
Insgesamt besuchten 318.449 Zuschauer die 56 Partien des Turniers, wobei nur wenige Spiele ausverkauft waren. Zu diesen gehörten das Finalspiel, die Vorrundenpartie zwischen Russland und den USA sowie die Zwischenrundenpartie zwischen Finnland und Tschechien.

### Austragungsorte
Die A-Weltmeisterschaft wurde in Sankt Petersburg in zwei Spielstätten ausgetragen. Der Eispalast Sankt Petersburg bietet 12.300 Plätze und ist normalerweise der Spielort des SKA Sankt Petersburg. Der Jubileiny-Sportkomplex, sonst Spielort der Basketballmannschaft BK Spartak Sankt Petersburg, bietet 7.012 Plätze.
| \| Sankt Petersburg \|               |
| Austragungsort der Weltmeisterschaft |
| Sankt Petersburg                     |

| Sankt Petersburg |

### Teilnehmer
Am Turnier nahmen die folgenden 16 Mannschaften teil:
| 13 aus Europa     | Finnland   | Frankreich | Italien  | Lettland | Norwegen |
| 13 aus Europa     | Österreich | Russland   | Schweden | Schweiz  | Slowakei |
| 13 aus Europa     | Tschechien | Ukraine    | Belarus  |          |          |
| 2 aus Nordamerika | Kanada     | USA        |          |          |          |
| 1 aus Asien       | Japan      |            |          |          |          |

### Vorrunde

#### Gruppe A
| 30. April 2000 | Belarus | 7:3 (3:1, 3:1, 1:1) | Ukraine | St. Petersburg |

| 30. April 2000 | Schweden | 3:1 (2:0, 1:1, 0:0) | Lettland | St. Petersburg |

| 2. Mai 2000 | Belarus | 3:6 (0:2, 3:3, 0:1) | Lettland | St. Petersburg |

| 2. Mai 2000 | Schweden | 7:2 (2:1, 3:1, 2:0) | Ukraine | St. Petersburg |

| 4. Mai 2000 | Lettland | 2:1 (0:1, 1:0, 1:0) | Ukraine | St. Petersburg |

| 4. Mai 2000 | Schweden | 7:0 (4:0, 0:0, 3:0) | Belarus | St. Petersburg |

Abschlusstabelle
| RF | Team     | Sp | Sg | Un | NL | Tore  | TD  | Pkte. |
| -- | -------- | -- | -- | -- | -- | ----- | --- | ----- |
| 1  | Schweden | 3  | 3  | 0  | 0  | 17:03 | +14 | 6:0   |
| 2  | Lettland | 3  | 2  | 0  | 1  | 09:07 | + 2 | 4:2   |
| 3  | Belarus  | 3  | 1  | 0  | 2  | 10:16 | - 6 | 2:4   |
| 4  | Ukraine  | 3  | 0  | 0  | 3  | 06:16 | -10 | 0:6   |

#### Gruppe B
| 30. April 2000 | Slowakei | 2:0 (0:0, 0:0, 2:0) | Österreich | St. Petersburg |

| 30. April 2000 | Finnland | 6:0 (2:0, 4:0, 0:0) | Italien | St. Petersburg |

| 2. Mai 2000 | Slowakei | 6:2 (2:1, 0:0, 4:1) | Italien | St. Petersburg |

| 2. Mai 2000 | Finnland | 3:3 (0:0, 1:2, 2:1) | Österreich | St. Petersburg |

| 4. Mai 2000 | Österreich | 0:3 (0:1, 0:1, 0:1) | Italien | St. Petersburg |

| 4. Mai 2000 | Finnland | 2:2 (1:1, 1:0, 0:1) | Slowakei | St. Petersburg |

Abschlusstabelle
| RF | Team       | Sp | Sg | Un | NL | Tore  | TD | Pkte. |
| -- | ---------- | -- | -- | -- | -- | ----- | -- | ----- |
| 1  | Slowakei   | 3  | 2  | 1  | 0  | 10:04 | +6 | 5:1   |
| 2  | Finnland   | 3  | 1  | 2  | 0  | 11:05 | +6 | 4:2   |
| 3  | Italien    | 3  | 1  | 0  | 2  | 05:12 | -7 | 2:4   |
| 4  | Österreich | 3  | 0  | 1  | 2  | 03:08 | -5 | 1:5   |

#### Gruppe C
| 29. April 2000 | Tschechien | 4:0 (1:0, 0:0, 3:0) | Norwegen | St. Petersburg |

| 29. April 2000 | Kanada | 6:0 (1:0, 2:0, 3:0) | Japan | St. Petersburg |

| 1. Mai 2000 | Tschechien | 6:3 (2:1, 2:1, 2:1) | Japan | St. Petersburg |

| 1. Mai 2000 | Kanada | 3:4 (0:0, 3:3, 0:1) | Norwegen | St. Petersburg |

| 3. Mai 2000 | Norwegen | 9:0 (4:0, 3:0, 2:0) | Japan | St. Petersburg |

| 3. Mai 2000 | Tschechien | 2:1 (1:1, 1:0, 0:0) | Kanada | St. Petersburg |

Abschlusstabelle
| RF | Team       | Sp | Sg | Un | NL | Tore  | TD  | Pkte. |
| -- | ---------- | -- | -- | -- | -- | ----- | --- | ----- |
| 1  | Tschechien | 3  | 3  | 0  | 0  | 12:04 | + 8 | 6:0   |
| 2  | Norwegen   | 3  | 2  | 0  | 1  | 13:07 | + 6 | 4:2   |
| 3  | Kanada     | 3  | 1  | 0  | 2  | 10:06 | + 4 | 2:4   |
| 4  | Japan      | 3  | 0  | 0  | 3  | 03:21 | -18 | 0:6   |

#### Gruppe D
| 29. April 2000 | USA | 3:3 (1:1, 1:1, 1:1) | Schweiz | St. Petersburg |

| 29. April 2000 | Russland | 8:1 (3:1, 4:0, 1:0) | Frankreich | St. Petersburg |

| 1. Mai 2000 | Schweiz | 2:4 (0:0, 2:2, 0:2) | Frankreich | St. Petersburg |

| 1. Mai 2000 | Russland | 0:3 (0:0, 0:2, 0:1) | USA | St. Petersburg |

| 3. Mai 2000 | USA | 3:2 (2:0, 0:1, 1:1) | Frankreich | St. Petersburg |

| 3. Mai 2000 | Russland | 2:3 (1:1, 1:2, 0:0) | Schweiz | St. Petersburg |

Abschlusstabelle
| RF | Team       | Sp | Sg | Un | NL | Tore  | TD | Pkte. |
| -- | ---------- | -- | -- | -- | -- | ----- | -- | ----- |
| 1  | USA        | 3  | 2  | 1  | 0  | 09:05 | +4 | 5:1   |
| 2  | Schweiz    | 3  | 1  | 1  | 1  | 08:09 | -1 | 3:3   |
| 3  | Russland   | 3  | 1  | 0  | 2  | 10:07 | +3 | 2:4   |
| 4  | Frankreich | 3  | 1  | 0  | 2  | 07:13 | -6 | 2:4   |

### Abstiegsrunde
um die Plätze 13–16, Gruppe G
| 6. Mai 2000 | Ukraine | 4:0 (3:0, 0:0, 1:0) | Japan | Sankt Petersburg |

| 6. Mai 2000 | Frankreich | 3:3 (0:2, 2:1, 1:0) | Österreich | Sankt Petersburg |

| 7. Mai 2000 | Ukraine | 3:2 (1:0, 1:0, 1:2) | Frankreich | Sankt Petersburg |

| 7. Mai 2000 | Österreich | 5:3 (2:1, 1:1, 2:1) | Japan | Sankt Petersburg |

| 9. Mai 2000 | Frankreich | 7:2 (3:0, 1:1, 3:1) | Japan | Sankt Petersburg |

| 9. Mai 2000 | Österreich | 3:2 (0:0, 0:2, 3:0) | Ukraine | Sankt Petersburg |

Abschlusstabelle
| RF | Team       | Sp | Sg | Un | NL | Tore  | TD  | Pkte. |
| -- | ---------- | -- | -- | -- | -- | ----- | --- | ----- |
| 1  | Österreich | 3  | 2  | 1  | 0  | 11:08 | + 3 | 5:1   |
| 2  | Ukraine    | 3  | 2  | 0  | 1  | 09:05 | + 4 | 4:2   |
| 3  | Frankreich | 3  | 1  | 1  | 1  | 12:08 | + 4 | 3:3   |
| 4  | Japan      | 3  | 0  | 0  | 3  | 05:16 | -11 | 0:6   |

### Zwischenrunde

#### Gruppe E
direkte Vergleiche der Vorrunde werden übernommen
| 5. Mai 2000 | Russland | 2:3 (0:0, 2:3, 0:0) | Lettland | Sankt Petersburg |

| 5. Mai 2000 | USA | 1:0 (0:0, 1:0, 0:0) | Belarus | Sankt Petersburg |

| 6. Mai 2000 | Schweden | 1:1 (0:0, 0:0, 1:1) | Schweiz | Sankt Petersburg |

| 7. Mai 2000 | Russland | 0:1 (0:1, 0:0, 0:0) | Belarus | Sankt Petersburg |

| 7. Mai 2000 | USA | 1:1 (0:1, 0:0, 1:0) | Lettland | Sankt Petersburg |

| 8. Mai 2000 | Schweiz | 4:1 (0:0, 3:0, 1:1) | Lettland | Sankt Petersburg |

| 8. Mai 2000 | Schweden | 3:5 (1:2, 2:2, 0:1) | USA | Sankt Petersburg |

| 9. Mai 2000 | Schweiz | 3:5 (3:1, 0:3, 0:1) | Belarus | Sankt Petersburg |

| 9. Mai 2000 | Russland | 4:2 (1:1, 1:0, 2:1) | Schweden | Sankt Petersburg |

Abschlusstabelle
| RF | Team     | Sp | Sg | Un | NL | Tore  | TD | Pkte. |
| -- | -------- | -- | -- | -- | -- | ----- | -- | ----- |
| 1  | USA      | 5  | 3  | 2  | 0  | 13:07 | +6 | 8:2   |
| 2  | Schweiz  | 5  | 2  | 2  | 1  | 14:12 | +2 | 6:4   |
| 3  | Schweden | 5  | 2  | 1  | 2  | 16:11 | +5 | 5:5   |
| 4  | Lettland | 5  | 1  | 2  | 2  | 12:13 | -1 | 5:5   |
| 5  | Belarus  | 5  | 2  | 0  | 3  | 09:17 | -8 | 4:6   |
| 6  | Russland | 5  | 1  | 0  | 4  | 08:12 | -4 | 2:8   |

#### Gruppe F
| 5. Mai 2000 | Finnland | 1:5 (1:0, 0:1, 0:4) | Kanada | Sankt Petersburg |

| 5. Mai 2000 | Tschechien | 9:2 (2:0, 5:0, 2:2) | Italien | Sankt Petersburg |

| 6. Mai 2000 | Slowakei | 9:1 (3:0, 1:1, 5:0) | Norwegen | Sankt Petersburg |

| 7. Mai 2000 | Kanada | 6:0 (2:0, 3:0, 1:0) | Italien | Sankt Petersburg |

| 7. Mai 2000 | Tschechien | 4:6 (2:1, 1:2, 1:3) | Finnland | Sankt Petersburg |

| 8. Mai 2000 | Finnland | 7:4 (2:0, 4:3, 1:1) | Norwegen | Sankt Petersburg |

| 8. Mai 2000 | Tschechien | 6:2 (1:0, 3:2, 2:0) | Slowakei | Sankt Petersburg |

| 9. Mai 2000 | Norwegen | 1:1 (0:0, 1:0, 0:1) | Italien | Sankt Petersburg |

| 9. Mai 2000 | Kanada | 4:3 (0:1, 2:1, 2:1) | Slowakei | Sankt Petersburg |

Am letzten Spieltag der Zwischenrunde besiegten die Kanadier das slowakische Nationalteam mit 4:3 und erreichte damit den dritten Erfolg in Serie.
Abschlusstabelle
| RF | Team       | Sp | Sg | Un | NL | Tore  | TD  | Pkte. |
| -- | ---------- | -- | -- | -- | -- | ----- | --- | ----- |
| 1  | Tschechien | 5  | 4  | 0  | 1  | 25:11 | +14 | 8:2   |
| 2  | Finnland   | 5  | 3  | 1  | 1  | 22:15 | + 7 | 7:3   |
| 3  | Kanada     | 5  | 3  | 0  | 2  | 19:10 | + 9 | 6:4   |
| 4  | Slowakei   | 5  | 2  | 1  | 2  | 22:15 | + 7 | 5:5   |
| 5  | Norwegen   | 5  | 1  | 1  | 3  | 10:24 | -14 | 3:7   |
| 6  | Italien    | 5  | 0  | 1  | 4  | 05:28 | -23 | 1:9   |

### Play-offs

#### Turnierbaum
|  | Viertelfinale | Viertelfinale | Viertelfinale |     |            | Halbfinale | Halbfinale       | Halbfinale |   |  | Finale | Finale | Finale |
|  |               |               |               |     |            |            |                  |            |   |  |        |        |        |
|  | E1            | USA           | 1             |     |            |            |                  |            |   |  |        |        |        |
|  | F4            | Slowakei      | 4             |     |            |            |                  |            |   |  |        |        |        |
|  | F4            | Slowakei      | 4             | VF1 | Slowakei   | 3          |                  |            |   |  |        |        |        |
|  |               |               |               | VF1 | Slowakei   | 3          |                  |            |   |  |        |        |        |
|  |               | VF4           | Finnland      | 1   |            |            |                  |            |   |  |        |        |        |
|  | F2            | VF4           | Finnland      | 1   | Finnland   | 2          |                  |            |   |  |        |        |        |
|  | F2            |               |               |     | Finnland   | 2          |                  |            |   |  |        |        |        |
|  | E3            | Schweden      | 1             |     |            |            |                  |            |   |  |        |        |        |
|  | E3            | Schweden      | 1             | HF1 | Slowakei   | 3          |                  |            |   |  |        |        |        |
|  |               |               |               |     | Slowakei   | 3          |                  |            |   |  |        |        |        |
|  |               | HF2           | Tschechien    | 5   |            |            |                  |            |   |  |        |        |        |
|  | E2            | HF2           | Tschechien    | 5   | Schweiz    | 3          |                  |            |   |  |        |        |        |
|  | E2            |               |               |     | Schweiz    | 3          |                  |            |   |  |        |        |        |
|  | F3            | Kanada        | 5             |     |            |            |                  |            |   |  |        |        |        |
|  | F3            | Kanada        | 5             | VF3 | Kanada     | 1          |                  |            |   |  |        |        |        |
|  |               |               |               | VF3 | Kanada     | 1          | Spiel um Platz 3 |            |   |  |        |        |        |
|  |               | VF2           | Tschechien    | 2   |            |            |                  |            |   |  |        |        |        |
|  | F1            | VF2           | Tschechien    | 2   | Tschechien | 3          | HF3              | Finnland   | 2 |  |        |        |        |
|  | F1            |               |               |     | Tschechien | 3          | HF3              | Finnland   | 2 |  |        |        |        |
|  | E4            | Lettland      | 1             |     | HF4        | Kanada     | 1                |            |   |  |        |        |        |

#### Viertelfinale
Viertelfinale
| 11. Mai 2000 | USA | 1:4 (1:0, 0:3, 0:1) | Slowakei | Sankt Petersburg |

| 11. Mai 2000 | Finnland | 2:1 (0:1, 0:0, 2:0) | Schweden | Sankt Petersburg |

| 11. Mai 2000 | Schweiz | 3:5 (0:1, 2:1, 1:3) | Kanada | Sankt Petersburg |

| 11. Mai 2000 | Tschechien | 3:1 (0:0, 3:1, 0:0) | Lettland | Sankt Petersburg |

#### Halbfinale
Der Außenseiter Slowakei und Titelverteidiger Tschechien qualifizierten sich für das Endspiel um die Goldmedaille. Die 1994 noch drittklassigen Slowaken machten mit dem überraschenden 3:1-Erfolg gegen Vize-Weltmeister Finnland den Traum des „Suomi“-Teams vom zweiten Titel nach 1995 zunichte.
| 12. Mai 2000 16:30 Uhr | Finnland T. Lydman (24:22)                       | 1:3 (0:2, 1:1, 0:0) | Slowakei J. Pardavý (6:38) M. Šatan (11:46) R. Kapuš (24:55) | Eissportarena, Sankt Petersburg Zuschauer: 10.800 |
| 12. Mai 2000 20:30 Uhr | Tschechien D. Výborný (17:03) R. Reichel (51:07) | 2:1 (1:1, 0:0, 1:0) | Kanada B. Isbister (17:36)                                   | Eissportarena, Sankt Petersburg Zuschauer: 11.700 |

#### Spiel um Platz 3
| 14. Mai 2000 14:30 Uhr | Finnland J. Hentunen (35:29) M. Tuomainen (49:02) | 2:1 (1:0, 0:1, 1:0) | Kanada A. Aucoin (7:37) | Eissportarena, Sankt Petersburg Zuschauer: 10.700 |

#### Finale
| 14. Mai 2000 18:30 Uhr | Tschechien M. Sýkora (6:04) T. Vlasák (9:34) M. Procházka (12:25) J. Tomajko (43:35) R. Reichel (58:58) | 5:3 (3:0, 0:1, 2:2) | Slowakei M. Štrbák (27:43) M. Hlinka (55:22) M. Šatan (57:38) | Eissportarena, Sankt Petersburg Zuschauer: 12.350 (ausverkauft) |

Im Endspiel der 64. Weltmeisterschaft feierte der Olympiasieger von 1998, Tschechien, einen 5:3-Sieg und beendete damit den sensationellen Höhenflug des Außenseiters Slowakei. Michal Sýkora (7. Spielminute), Tomáš Vlasák (10.), Martin Procházka (13.), Jan Tomajko (44.) und Robert Reichel kurz vor Spielende sicherten vor 12.350 Zuschauern in der Eissportarena den 17. Erfolg der Tschechen im 19. Duell seit der Auflösung der Tschechoslowakei Ende 1992. Für die Slowaken, die vor fünf Jahren noch zweitklassig waren, platzte nicht nur der Traum vom WM-Triumph, sondern auch vom ersten Sieg über das tschechische Nationalteam. Martin Štrbák (28.), Miroslav Hlinka (56.) und NHL-Star Miroslav Šatan (58.) trafen für die Slowakei.

### Abschlussplatzierungen
| RF | Team       |
| -- | ---------- |
| 01 | Tschechien |
| 02 | Slowakei   |
| 03 | Finnland   |
| 04 | Kanada     |
| 05 | USA        |
| 06 | Schweiz    |
| 07 | Schweden   |
| 08 | Lettland   |
| 09 | Belarus    |
| 10 | Norwegen   |
| 11 | Russland   |
| 12 | Italien    |
| 13 | Österreich |
| 14 | Ukraine    |
| 15 | Frankreich |
| 16 | Japan      |

| in die A-WM-Qualifikation: | Japan       |
| Absteiger:                 | Frankreich  |
| Aufsteiger                 | Deutschland |

### Meistermannschaften
| Weltmeister Tschechien | Roman Čechmánek, Vladimír Hudáček, Dušan Salfický – Petr Buzek, František Kučera, Michal Sýkora, Martin Štěpánek, Ladislav Benýšek, František Kaberle, Radek Martínek – Jiří Dopita, Robert Reichel, Jan Tomajko, David Výborný, Tomáš Vlasák, Václav Prospal, Pavel Patera, Martin Procházka, Martin Havlát, Václav Varaďa, Michal Broš, Petr Čajánek, Martin Špaňhel Trainerstab: Josef Augusta, Vladimír Martinec                             |
| Silber Slowakei        | Pavol Rybár, Ján Lašák, Miroslav Lipovský – Ľubomír Sekeráš, Ivan Droppa, Stanislav Jasečko, Zdeno Chára, Peter Podhradský, Ľubomír Višňovský, Martin Štrbák, Radoslav Suchý – Miroslav Šatan, Ľubomír Hurtaj, Richard Kapuš, Peter Bartoš, Vlastimil Plavucha, Miroslav Hlinka, Ján Pardavý, Peter Pucher, Michal Hreus, Ľubomír Vaic, Ronald Petrovický, Ľuboš Bartečko, Michal Handzuš Trainerstab: Ján Filc, Ernest Bokroš, Vladimír Šťastný |
| Bronze Finnland        | Pasi Nurminen, Ari Sulander, Vesa Toskala – Aki-Petteri Berg, Jere Karalahti, Jyrki Lumme, Toni Lydman, Antti-Jussi Niemi, Janne Niinimaa, Petteri Nummelin – Antti Aalto, Raimo Helminen, Jukka Hentunen, Olli Jokinen, Tomi Kallio, Niko Kapanen, Juha Lind, Ville Peltonen, Kimmo Rintanen, Toni Sihvonen, Esa Tikkanen, Marko Tuomainen, Tony Virta Trainerstab: Hannu Aravirta, Jari Kaarela, Esko Nokelainen                               |

### Auszeichnungen
Spielertrophäen

| Auszeichnung         | Spieler          | Team       |
| -------------------- | ---------------- | ---------- |
| Wertvollster Spieler | Martin Procházka | Tschechien |
| Bester Torhüter      | Roman Čechmánek  | Tschechien |
| Bester Verteidiger   | Petteri Nummelin | Finnland   |
| Bester Stürmer       | Miroslav Šatan   | Slowakei   |

All-Star-Team A

| Angriff:      | Miroslav Šatan – Jiří Dopita – Tomáš Vlasák |
| Verteidigung: | Petteri Nummelin – Michal Sýkora            |
| Tor:          | Roman Čechmánek                             |

All-Star-Team B

| Angriff:      | Michal Handzuš – David Výborný – Ľuboš Bartečko |
| Verteidigung: | Phil Housley – Zdeno Chára                      |
| Tor:          | José Théodore                                   |

### Beste Scorer
Quelle: iihf.com

Abkürzungen: Sp = Spiele, T = Tore, V = Vorlagen, Pkt = Punkte, +/- = Plus/Minus, SM = Strafminuten; Fett: Turnierbestwert
| Team       | Spieler           | Sp | T  | V | Pkt | +/− | SM |
| ---------- | ----------------- | -- | -- | - | --- | --- | -- |
| Slowakei   | Miroslav Šatan    | 9  | 10 | 2 | 12  | +3  | 14 |
| Tschechien | Jiří Dopita       | 9  | 4  | 7 | 11  | +8  | 16 |
| Tschechien | David Výborný     | 9  | 4  | 6 | 10  | +6  | 6  |
| Kanada     | Todd Bertuzzi     | 9  | 5  | 4 | 9   | +5  | 47 |
| Tschechien | Tomáš Vlasák      | 9  | 4  | 5 | 9   | +5  | 0  |
| Norwegen   | Trond Magnussen   | 6  | 3  | 6 | 9   | +4  | 10 |
| Kanada     | Ryan Smyth        | 9  | 3  | 6 | 9   | +3  | 0  |
| Tschechien | Michal Sýkora     | 9  | 5  | 3 | 8   | +7  | 16 |
| Frankreich | Arnaud Briand     | 6  | 4  | 4 | 8   | −2  | 8  |
| Frankreich | Maurice Rozenthal | 6  | 3  | 5 | 8   | 0   | 8  |
| Frankreich | Laurent Meunier   | 6  | 4  | 3 | 7   | 0   | 2  |
| Finnland   | Niko Kapanen      | 9  | 4  | 3 | 7   | +9  | 4  |
| Kanada     | Brad Isbister     | 9  | 4  | 3 | 7   | +1  | 18 |

### Beste Torhüter
Quelle: iihf.com

Abkürzungen: Sp = Spiele, Min = Eiszeit (in Minuten), SOG = Schüsse aufs Tor, GT = Gegentore, SO = Shutouts, GAA = Gegentorschnitt, Sv = Gehaltene Schüsse, Sv% = Fangquote; Fett: Turnierbestwert
| Team               | Spieler         | Sp | Min | SOG | GT | GAA  | Sv  | Sv%   | SO |
| ------------------ | --------------- | -- | --- | --- | -- | ---- | --- | ----- | -- |
| Kanada             | José Théodore   | 8  | 478 | 192 | 13 | 1.63 | 179 | 93,23 | 2  |
| Osterreich         | Reinhard Divis  | 6  | 359 | 201 | 15 | 2.51 | 186 | 92,54 | 0  |
| Tschechien         | Roman Čechmánek | 8  | 480 | 212 | 16 | 2.00 | 196 | 92,45 | 1  |
| Schweden           | Tommy Salo      | 6  | 359 | 128 | 10 | 1.67 | 118 | 92,19 | 1  |
| Schweiz            | Reto Pavoni     | 5  | 300 | 151 | 14 | 2.80 | 137 | 90,73 | 0  |
| Lettland           | Artūrs Irbe     | 7  | 420 | 180 | 17 | 2.43 | 163 | 90,56 | 0  |
| Vereinigte Staaten | Damian Rhodes   | 5  | 300 | 118 | 12 | 2,40 | 106 | 89,83 | 1  |
| Frankreich         | Cristobal Huet  | 4  | 239 | 102 | 11 | 2,76 | 91  | 89,22 | 0  |
| Slowakei           | Pavol Rybár     | 6  | 340 | 120 | 14 | 2,47 | 106 | 88,33 | 1  |
| Russland           | Ilja Brysgalow  | 4  | 218 | 83  | 10 | 2,75 | 73  | 87,95 | 0  |

## B-Weltmeisterschaft
Die Weltmeisterschaft der B-Gruppe wurde vom 12. bis 21. April 2000 im polnischen Katowice ausgespielt. Für das Turnier qualifizierten sich acht Mannschaften, darunter die deutsche Eishockeynationalmannschaft. Als Favorit für den Gewinn des Turniers und den Aufstieg in die A-Gruppe galt vor dem Turnier Kasachstan. Deutschland stand vor dem Turnier als Ausrichter der A-Weltmeisterschaft 2001 als erster Aufsteiger fest.
Der Spielort war der Spodek, dessen Arena bei Eishockeyspielen 11.500 Zuschauern Platz bietet und normalerweise Spielstätte des GKS Katowice ist. Darüber hinaus wurde in der 1.182 Zuschauer fassenden und an den Komplex angeschlossene Eissporthalle „Satelita“ gespielt. Insgesamt besuchten 53.280 Zuschauer die 28 Spiele des Turniers, was einem Zuschauerdurchschnitt von 1.903 Zuschauern entspricht. Am besten besucht war die Partie zwischen den gastgebenden Polen und Großbritannien, die 8.500 Zuschauer anlockte.
Am Turnierende konnte aber die deutsche Nationalmannschaft ihre sportlichen Ziele erreichen: Mit einem 5:0-Sieg über Großbritannien am letzten Spieltag feierte das Team von Bundestrainer Hans Zach nach dem Aufstieg am Grünen Tisch auch die sportliche Qualifikation für die A-Weltmeisterschaft 2001.
| 12. April 2000 14:00 Uhr (Ortszeit) | Großbritannien | 5:6 (2:3, 2:2, 1:1) | Estland | Lodowisko Spodek „Satelita“, Katowice Zuschauer: 350 |

| 12. April 2000 16:00 Uhr | Deutschland | 7:2 (2:1, 3:0, 2:1) | Slowenien | Spodek, Katowice Zuschauer: 350 |

| 12. April 2000 18:00 Uhr | Niederlande | 3:5 (2:2, 1:3, 0:0) | Kasachstan | Lodowisko Spodek „Satelita“, Katowice Zuschauer: 300 |

| 12. April 2000 20:00 Uhr | Dänemark | 3:3 (0:2, 2:1, 1:0) | Polen | Spodek, Katowice Zuschauer: 8.000 |

| 13. April 2000 14:00 Uhr | Slowenien | 3:3 (1:1, 2:1, 0:1) | Großbritannien | Lodowisko Spodek „Satelita“, Katowice Zuschauer: 340 |

| 13. April 2000 16:00 Uhr | Deutschland | 5:1 (0:0, 3:0, 2:1) | Niederlande | Spodek, Katowice Zuschauer: 300 |

| 13. April 2000 18:00 Uhr | Estland | 0:4 (0:2, 0:0, 0:2) | Dänemark | Lodowisko Spodek „Satelita“, Katowice Zuschauer: 300 |

| 13. April 2000 20:00 Uhr | Kasachstan | 5:2 (2:1, 0:1, 3:0) | Polen | Spodek, Katowice Zuschauer: 6.000 |

| 15. April 2000 14:00 Uhr | Großbritannien | 9:0 (3:0, 2:0, 4:0) | Niederlande | Lodowisko Spodek „Satelita“, Katowice Zuschauer: 500 |

| 15. April 2000 16:00 Uhr | Dänemark | 4:2 (1:0, 2:2, 1:0) | Slowenien | Spodek, Katowice Zuschauer: 400 |

| 15. April 2000 18:00 Uhr | Kasachstan | 4:2 (3:1, 1:1, 0:0) | Estland | Lodowisko Spodek „Satelita“, Katowice Zuschauer: 350 |

| 15. April 2000 20:00 Uhr | Deutschland | 2:6 (1:2, 0:2, 1:2) | Polen | Spodek, Katowice Zuschauer: 8.000 |

| 16. April 2000 14:00 Uhr | Slowenien | 4:9 (1:4, 0:3, 3:2) | Kasachstan | Lodowisko Spodek „Satelita“, Katowice Zuschauer: 330 |

| 16. April 2000 15:00 Uhr | Estland | 2:3 (1:1, 0:2, 1:0) | Deutschland | Spodek, Katowice Zuschauer: 300 |

| 16. April 2000 18:00 Uhr | Dänemark | 2:2 (1:1, 1:0, 0:1) | Niederlande | Lodowisko Spodek „Satelita“, Katowice Zuschauer: 300 |

| 16. April 2000 20:00 Uhr | Polen | 4:6 (1:1, 2:1, 1:4) | Großbritannien | Spodek, Katowice Zuschauer: 8.500 |

| 18. April 2000 14:00 Uhr | Niederlande | 2:2 (1:0, 0:1, 1:1) | Slowenien | Lodowisko Spodek „Satelita“, Katowice Zuschauer: 300 |

| 18. April 2000 16:00 Uhr | Kasachstan | 2:5 (0:4, 0:1, 2:0) | Deutschland | Spodek, Katowice Zuschauer: 500 |

| 18. April 2000 18:00 Uhr | Dänemark | 4:5 (3:2, 1:1, 0:2) | Großbritannien | Lodowisko Spodek „Satelita“, Katowice Zuschauer: 500 |

| 18. April 2000 20:00 Uhr | Estland | 1:5 (1:1, 0:1, 0:3) | Polen | Spodek, Katowice Zuschauer: 4.000 |

| 19. April 2000 14:00 Uhr | Großbritannien | 3:1 (1:0, 1:0, 1:1) | Kasachstan | Lodowisko Spodek „Satelita“, Katowice Zuschauer: 300 |

| 19. April 2000 16:00 Uhr | Deutschland | 3:2 (2:0, 1:2, 0:0) | Dänemark | Spodek, Katowice Zuschauer: 500 |

| 19. April 2000 18:00 Uhr | Niederlande | 4:5 (1:1, 1:2, 2:2) | Estland | Lodowisko Spodek „Satelita“, Katowice Zuschauer: 360 |

| 19. April 2000 20:00 Uhr | Polen | 3:1 (2:0, 0:0, 1:1) | Slowenien | Spodek, Katowice Zuschauer: 4.000 |

| 21. April 2000 13:00 Uhr | Slowenien | 2:3 (0:1, 1:2, 1:0) | Estland | Lodowisko Spodek „Satelita“, Katowice Zuschauer: 300 |

| 21. April 2000 15:30 Uhr | Großbritannien | 0:5 (0:0, 0:3, 0:2) | Deutschland | Spodek, Katowice Zuschauer: 600 |

| 21. April 2000 17:00 Uhr | Kasachstan | 4:3 (3:0, 0:2, 1:1) | Dänemark | Lodowisko Spodek „Satelita“, Katowice Zuschauer: 300 |

| 21. April 2000 19:30 Uhr | Polen | 5:1 (0:0, 1:0, 4:1) | Niederlande | Spodek, Katowice Zuschauer: 7.000 |

| Pl. |                | Sp | S | U | N | Tore  | Punkte |
| 1.  | Deutschland    | 7  | 6 | 0 | 1 | 30:15 | 12:02  |
| 2.  | Kasachstan     | 7  | 5 | 0 | 2 | 30:22 | 10:04  |
| 3.  | Großbritannien | 7  | 4 | 1 | 2 | 31:23 | 09:05  |
| 4.  | Polen          | 7  | 4 | 1 | 2 | 28:19 | 09:05  |
| 5.  | Dänemark       | 7  | 2 | 2 | 3 | 22:19 | 06:06  |
| 6.  | Estland        | 7  | 3 | 0 | 4 | 19:27 | 06:06  |
| 7.  | Slowenien      | 7  | 0 | 2 | 5 | 16:31 | 02:12  |
| 8.  | Niederlande    | 7  | 0 | 2 | 5 | 13:33 | 02:12  |

Abkürzungen: Pl. = Platz, Sp = Spiele, S = Siege, U = Unentschieden, N = Niederlagen

Erläuterungen: Aufsteiger in die Top-Division

### Beste Scorer
Quelle: iihf.com

Abkürzungen: Sp = Spiele, T = Tore, V = Assists, Pkt = Punkte, +/− = Plus/Minus, SM = Strafminuten; Fett: Turnierbestwert
| Spieler            | Team      | Sp | T | V  | Pkt | +/− | SM |
| ------------------ | --------- | -- | - | -- | --- | --- | -- |
| Jens Nielsen       | Dänemark  | 7  | 4 | 10 | 14  | −2  | 8  |
| Nik Zupančič       | Slowenien | 7  | 7 | 4  | 11  | −1  | 0  |
| Kim Staal          | Dänemark  | 7  | 6 | 5  | 11  | ±0  | 16 |
| Wojciech Tkacz     | Polen     | 7  | 5 | 6  | 11  | +10 | 14 |
| Mariusz Czerkawski | Polen     | 7  | 4 | 7  | 11  | +2  | 2  |

### Beste Torhüter
Quelle: iihf.com

Abkürzungen: Sp = Spiele, Min = Eiszeit (in Minuten), SOG = Schüsse aufs Tor, GT = Gegentore, SO = Shutouts, GAA = Gegentorschnitt, Sv = Gehaltene Schüsse, Sv% = Fangquote; Fett: Turnierbestwert
| Spieler          | Team           | Sp | Min | SOG | GT | GAA  | Sv  | Sv%   | SO |
| ---------------- | -------------- | -- | --- | --- | -- | ---- | --- | ----- | -- |
| Marc Seliger     | Deutschland    | 4  | 212 | 98  | 5  | 1,42 | 93  | 94,90 | 1  |
| Tomasz Jaworski  | Polen          | 5  | 300 | 113 | 11 | 2,20 | 102 | 90,27 | 0  |
| Peter Hirsch     | Dänemark       | 5  | 298 | 147 | 13 | 2,62 | 134 | 91,16 | 1  |
| Roman Kriwomasow | Kasachstan     | 6  | 297 | 118 | 13 | 2,63 | 105 | 88,98 | 0  |
| Joe Watkins      | Großbritannien | 5  | 299 | 181 | 14 | 2,81 | 167 | 92,27 | 1  |

### Titel, Auf- und Abstieg
| B-WM-Aufsteiger Deutschland | Tobias Abstreiter, Lars Brüggemann, Tino Boos, Udo Döhler, Thomas Dolak, Thomas Greilinger, Rick Goldmann, Klaus Kathan, Sebastian Klenner, Mark Kosturik, Daniel Kreutzer, Daniel Kunce, Andreas Loth, Mark MacKay, Jochen Molling, Robert Müller, Nico Pyka, Martin Reichel, Andreas Renz, Jürgen Rumrich, Marc Seliger, Len Soccio, Chris Straube Trainer: Hans Zach |

| Absteiger in die Division I:    | Frankreich                                     |
| Aufsteiger in die Top-Division: | Deutschland                                    |
| Absteiger in die Division II:   | keiner                                         |
| Aufsteiger in die Division I:   | Volksrepublik China, Kroatien, Litauen, Ungarn |

### Auszeichnungen
Spielertrophäen

| Auszeichnung       | Spieler            | Team           |
| ------------------ | ------------------ | -------------- |
| Bester Torhüter    | Joe Watkins        | Großbritannien |
| Bester Verteidiger | Daniel Kunce       | Deutschland    |
| Bester Stürmer     | Mariusz Czerkawski | Polen          |

All-Star-Team

| Angriff:      | Mariusz Czerkawski – Len Soccio – Jens Nielsen |
| Verteidigung: | Richard Brebant – Scott Young                  |
| Tor:          | Marc Seliger                                   |

## C-Weltmeisterschaft

### Austragungsort
Die C-Weltmeisterschaft wurde in der chinesischen Hauptstadt Peking ausgetragen. Die Eissporthalle Century Star bietet ca. 9.000 Plätze und besteht aus einer großen Eishalle mit einer Eisfläche, die den olympischen Normen entspricht, sowie einer kleineren Eishalle.

### Vorrunde

#### Gruppe A
| 20. März 2000 9:30 Uhr | Ungarn | 7:2 (2:1, 3:0, 2:1) | Spanien | Century Star, Peking Zuschauer: 300 |

| 21. März 2000 9:30 Uhr | Südkorea | 10:3 (3:1, 3:1, 4:1) | Spanien | Century Star, Peking Zuschauer: 300 |

| 22. März 2000 9:30 Uhr | Ungarn | 9:2 (2:0, 4:0, 3:2) | Südkorea | Century Star, Peking Zuschauer: 300 |

Abschlusstabelle
| RF | Team     | Sp | Sg | Un | NL | Tore  | TD  | Pkte. |
| -- | -------- | -- | -- | -- | -- | ----- | --- | ----- |
| 1  | Ungarn   | 2  | 2  | 0  | 0  | 16:04 | +12 | 4:0   |
| 2  | Südkorea | 2  | 1  | 0  | 1  | 12:12 | 0   | 2:2   |
| 3  | Spanien  | 2  | 0  | 0  | 2  | 05:17 | -12 | 0:4   |

#### Gruppe B
| 20. März 2000 14:30 Uhr | Rumänien | 9:1 (2:1, 2:0, 5:0) | Bulgarien | Century Star, Peking Zuschauer: 400 |

| 21. März 2000 14:30 Uhr | Kroatien | 11:0 (6:0, 3:0, 2:0) | Bulgarien | Century Star, Peking Zuschauer: 400 |

| 22. März 2000 14:30 Uhr | Rumänien | 4:4 (1:0, 3:2, 0:2) | Kroatien | Century Star, Peking Zuschauer: 500 |

Abschlusstabelle
| RF | Team      | Sp | Sg | Un | NL | Tore  | TD  | Pkte. |
| -- | --------- | -- | -- | -- | -- | ----- | --- | ----- |
| 1  | Kroatien  | 2  | 1  | 1  | 0  | 15:04 | +11 | 3:1   |
| 2  | Rumänien  | 2  | 1  | 1  | 0  | 13:05 | + 8 | 3:1   |
| 3  | Bulgarien | 2  | 0  | 0  | 2  | 01:20 | -19 | 0:4   |

#### Gruppe C
| 20. März 2000 18:30 Uhr | Litauen | 8:0 (2:0, 4:0, 2:0) | Jugoslawien | Century Star, Peking Zuschauer: 500 |

| 21. März 2000 18:30 Uhr | China | 10:0 (4:0, 3:0, 3:0) | Jugoslawien | Century Star, Peking Zuschauer: 2.000 |

| 22. März 2000 18:30 Uhr | China | 8:2 (4:1, 1:1, 3:0) | Litauen | Century Star, Peking Zuschauer: 6.000 |

Abschlusstabelle
| RF | Team        | Sp | Sg | Un | NL | Tore  | TD  | Pkte. |
| -- | ----------- | -- | -- | -- | -- | ----- | --- | ----- |
| 1  | China       | 2  | 2  | 0  | 0  | 18:02 | +16 | 4:0   |
| 2  | Litauen     | 2  | 1  | 0  | 1  | 10:08 | + 2 | 2:2   |
| 3  | Jugoslawien | 2  | 0  | 0  | 2  | 00:18 | -18 | 0:4   |

### Platzierungsrunde um die Plätze 7–9
| 24. März 2000 9:30 Uhr | Bulgarien | 3:3 (0:1, 3:0, 0:2) | Jugoslawien | Century Star, Peking Zuschauer: 500 |

| 25. März 2000 9:30 Uhr | Spanien | 1:1 (1:0, 0:1, 0:0) | Jugoslawien | Century Star, Peking Zuschauer: 400 |

| 26. März 2000 9:30 Uhr | Spanien | 5:3 (1:1, 3:2, 1:0) | Bulgarien | Century Star, Peking Zuschauer: 300 |

Abschlusstabelle
| RF | Team        | Sp | Sg | Un | NL | Tore | TD | Pkte. |
| -- | ----------- | -- | -- | -- | -- | ---- | -- | ----- |
| 1  | Spanien     | 2  | 1  | 1  | 0  | 6:4  | +2 | 3:1   |
| 2  | Jugoslawien | 2  | 0  | 2  | 0  | 4:4  | 0  | 2:2   |
| 3  | Bulgarien   | 2  | 0  | 1  | 1  | 6:8  | -2 | 1:3   |

### Platzierungsrunde um die Plätze 4–6
| 24. März 2000 14:30 Uhr | Rumänien | 5:5 (0:1, 3:1, 2:3) | Litauen | Century Star, Peking Zuschauer: 600 |

| 25. März 2000 14:30 Uhr | Litauen | 8:3 (4:0, 3:3, 1:0) | Südkorea | Century Star, Peking Zuschauer: 300 |

| 26. März 2000 14:30 Uhr | Rumänien | 3:4 (0:3, 1:1, 2:0) | Südkorea | Century Star, Peking Zuschauer: 300 |

Abschlusstabelle
| RF | Team     | Sp | Sg | Un | NL | Tore  | TD | Pkte. |
| -- | -------- | -- | -- | -- | -- | ----- | -- | ----- |
| 1  | Litauen  | 2  | 1  | 1  | 0  | 13:08 | +5 | 3:1   |
| 2  | Südkorea | 2  | 1  | 0  | 1  | 07:11 | -4 | 2:2   |
| 3  | Rumänien | 2  | 0  | 1  | 1  | 08:09 | -1 | 1:3   |

### Finalrunde um die Plätze 1–3
| 24. März 2000 18:30 Uhr | China | 5:0 (1:0, 2:0, 2:0) | Kroatien | Peking Zuschauer: 300 |

| 25. März 2000 18:30 Uhr | China | 2:3 (0:2, 2:1, 0:0) | Ungarn | Peking Zuschauer: 9.000 |

| 26. März 2000 18:30 Uhr | Ungarn | 13:3 (2:0, 3:2, 8:1) | Kroatien | Peking Zuschauer: 500 |

Abschlusstabelle
| RF | Team     | Sp | Sg | Un | NL | Tore  | TD  | Pkte. |
| -- | -------- | -- | -- | -- | -- | ----- | --- | ----- |
| 1  | Ungarn   | 2  | 2  | 0  | 0  | 16:05 | +11 | 4:0   |
| 2  | China    | 2  | 1  | 0  | 1  | 07:03 | + 4 | 2:2   |
| 3  | Kroatien | 2  | 0  | 0  | 2  | 03:18 | -15 | 0:4   |

### Abschlussplatzierung der C-WM
| RF | Team           |
| -- | -------------- |
| 1  | Ungarn         |
| 2  | China          |
| 3  | Kroatien       |
| 4  | Litauen        |
| 5  | Südkorea       |
| 6  | Rumänien       |
| 7  | Spanien        |
| 8  | BR Jugoslawien |
| 9  | Bulgarien      |

### Auf- und Absteiger
| C-Weltmeister 2000:            | Ungarn                                                             |
| Aufsteiger in die Division I:  | Ungarn, China, Kroatien, Litauen                                   |
| Absteiger aus der B-Gruppe:    | kein Absteiger                                                     |
| Aufsteiger in die Division II: | Israel, Belgien, Australien, Südafrika, Island, Neuseeland, Mexiko |

## D-Weltmeisterschaft
in Reykjavík, Island

### Vorrunde

#### Gruppe A
| 10. April 2000 | Island | 10:0 (2:0, 3:0, 5:0) | Türkei | Reykjavík |

| 11. April 2000 | Island | 3:6 (0:2, 3:2, 0:2) | Israel | Reykjavík |

| 12. April 2000 | Israel | 15:0 (3:0, 6:0, 6:0) | Türkei | Reykjavík |

Abschlusstabelle
| RF | Team   | Sp | Sg | Un | NL | Tore  | TD  | Pkte. |
| -- | ------ | -- | -- | -- | -- | ----- | --- | ----- |
| 1  | Israel | 2  | 2  | 0  | 0  | 21:03 | +18 | 4:0   |
| 2  | Island | 2  | 1  | 0  | 1  | 13:06 | + 7 | 2:2   |
| 3  | Türkei | 2  | 0  | 0  | 2  | 00:25 | -25 | 0:4   |

#### Gruppe B
| 10. April 2000 | Australien | 7:0 (4:0, 2:0, 1:0) | Luxemburg | Reykjavík |

| 11. April 2000 | Neuseeland | 4:1 (2:0, 1:1, 1:0) | Luxemburg | Reykjavík |

| 12. April 2000 | Australien | 10:0 (1:0, 6:0, 3:0) | Neuseeland | Reykjavík |

Abschlusstabelle
| RF | Team       | Sp | Sg | Un | NL | Tore  | TD  | Pkte. |
| -- | ---------- | -- | -- | -- | -- | ----- | --- | ----- |
| 1  | Australien | 2  | 2  | 0  | 0  | 17:0  | +17 | 4:0   |
| 2  | Neuseeland | 2  | 1  | 0  | 1  | 04:11 | - 7 | 2:2   |
| 3  | Luxemburg  | 2  | 0  | 0  | 2  | 01:11 | -10 | 0:4   |

#### Gruppe C
| 10. April 2000 | Belgien | 5:0 (2:0, 0:0, 3:0) | Mexiko | Reykjavík |

| 11. April 2000 | Südafrika | 9:4 (5:2, 2:1, 2:1) | Mexiko | Reykjavík |

| 12. April 2000 | Belgien | 10:1 (1:1, 4:0, 5:0) | Südafrika | Reykjavík |

Abschlusstabelle
| RF | Team      | Sp | Sg | Un | NL | Tore  | TD  | Pkte. |
| -- | --------- | -- | -- | -- | -- | ----- | --- | ----- |
| 1  | Belgien   | 2  | 2  | 0  | 0  | 15:01 | +14 | 4:0   |
| 2  | Südafrika | 2  | 1  | 0  | 1  | 10:14 | - 4 | 2:2   |
| 3  | Mexiko    | 2  | 0  | 0  | 2  | 04:14 | -10 | 0:4   |

### Platzierungsrunde um die Plätze 7–9
| 14. April 2000 | Mexiko | 7:1 (2:0, 2:1, 3:0) | Luxemburg | Reykjavík |

| 15. April 2000 | Mexiko | 5:2 (1:0, 0:1, 4:1) | Türkei | Reykjavík |

| 16. April 2000 | Luxemburg | 7:5 (3:3, 3:0, 1:2) | Türkei | Reykjavík |

Abschlusstabelle
| RF | Team      | Sp | Sg | Un | NL | Tore  | TD | Pkte. |
| -- | --------- | -- | -- | -- | -- | ----- | -- | ----- |
| 1  | Mexiko    | 2  | 2  | 0  | 0  | 12:03 | +9 | 4:0   |
| 2  | Luxemburg | 2  | 1  | 0  | 1  | 08:12 | -4 | 2:2   |
| 3  | Türkei    | 2  | 0  | 0  | 2  | 07:12 | -5 | 0:4   |

### Platzierungsrunde um die Plätze 4–6
| 14. April 2000 | Südafrika | 7:2 (3:1, 2:1, 2:0) | Neuseeland | Reykjavík |

| 15. April 2000 | Island | 3:9 (3:4, 0:5, 0:0) | Südafrika | Reykjavík |

| 16. April 2000 | Island | 6:3 (1:1, 2:1, 3:1) | Neuseeland | Reykjavík |

Abschlusstabelle
| RF | Team       | Sp | Sg | Un | NL | Tore  | TD  | Pkte. |
| -- | ---------- | -- | -- | -- | -- | ----- | --- | ----- |
| 1  | Südafrika  | 2  | 2  | 0  | 0  | 16:05 | +11 | 4:0   |
| 2  | Island     | 2  | 1  | 0  | 1  | 09:12 | - 3 | 2:2   |
| 3  | Neuseeland | 2  | 0  | 0  | 2  | 05:13 | - 8 | 0:4   |

### Finalrunde um die Plätze 1–3
| 14. April 2000 | Belgien | 7:3 (2:0, 2:2, 3:1) | Australien | Reykjavík |

| 15. April 2000 | Israel | 1:1 (0:0, 0:1, 1:0) | Belgien | Reykjavík |

| 16. April 2000 | Israel | 9:3 (2:1, 5:0, 2:2) | Australien | Reykjavík |

Abschlusstabelle
| RF | Team       | Sp | Sg | Un | NL | Tore  | TD  | Pkte. |
| -- | ---------- | -- | -- | -- | -- | ----- | --- | ----- |
| 1  | Israel     | 2  | 1  | 1  | 0  | 10:04 | + 6 | 3:1   |
| 2  | Belgien    | 2  | 1  | 1  | 0  | 08:04 | + 4 | 3:1   |
| 3  | Australien | 2  | 0  | 0  | 2  | 06:16 | -10 | 0:4   |

### Abschlussplatzierung der D-WM
| RF | Team       |
| -- | ---------- |
| 01 | Israel     |
| 02 | Belgien    |
| 03 | Australien |
| 04 | Südafrika  |
| 05 | Island     |
| 06 | Neuseeland |
| 07 | Mexiko     |
| 08 | Luxemburg  |
| 09 | Türkei     |

### Auf- und Absteiger
| D-Weltmeister 2000:         | Israel                                                             |
| Aufsteiger in die C-Gruppe: | Israel, Belgien, Australien, Südafrika, Island, Neuseeland, Mexiko |
| Absteiger aus der C-Gruppe: | kein Absteiger                                                     |